# Jewgienij Siwożelez
Jewgienij Igoriewicz Siwożelez; ros. Евгений Игоревич Сивожелез (ur. 6 sierpnia 1986 w Czajkowskim) – rosyjski siatkarz grający na pozycji przyjmującego, reprezentant kraju. 

## Sukcesy reprezentacyjne
| Osiągnięcie                      | Trofeum      | Rok       |
| Mistrzostwa Świata Juniorów      | złoto        | 2005      |
| Liga Światowa                    | złoto · brąz | 2013 2009 |
| Letnia Uniwersjada               | złoto        | 2011      |
| Puchar Świata                    | złoto        | 2011      |
| Memoriał Huberta Jerzego Wagnera | srebro       | 2013      |
| Mistrzostwa Europy               | złoto        | 2013      |
| Puchar Wielkich Mistrzów         | srebro       | 2013      |

## Sukcesy klubowe
| Osiągnięcie                | Trofeum               | Sezon/Rok                                                                                       |
| Puchar Rosji               | złoto                 | 2008, 2014, 2015, 2016                                                                          |
| Superpuchar Rosji          | złoto                 | 2008, 2009, 2011, 2012, 2015, 2016, 2019                                                        |
| Liga Mistrzów              | złoto · srebro · brąz | 2011/2012, 2014/2015, 2015/2016, 2016/2017 2009/2010 2012/2013                                  |
| Mistrzostwo Rosji          | złoto · srebro · brąz | 2011/2012, 2013/2014, 2014/2015, 2015/2016, 2016/2017 2017/2018 2009/2010, 2012/2013, 2019/2020 |
| Klubowe Mistrzostwa Świata | srebro · brąz         | 2015, 2016 2011                                                                                 |